# ラ・ファヴォリート

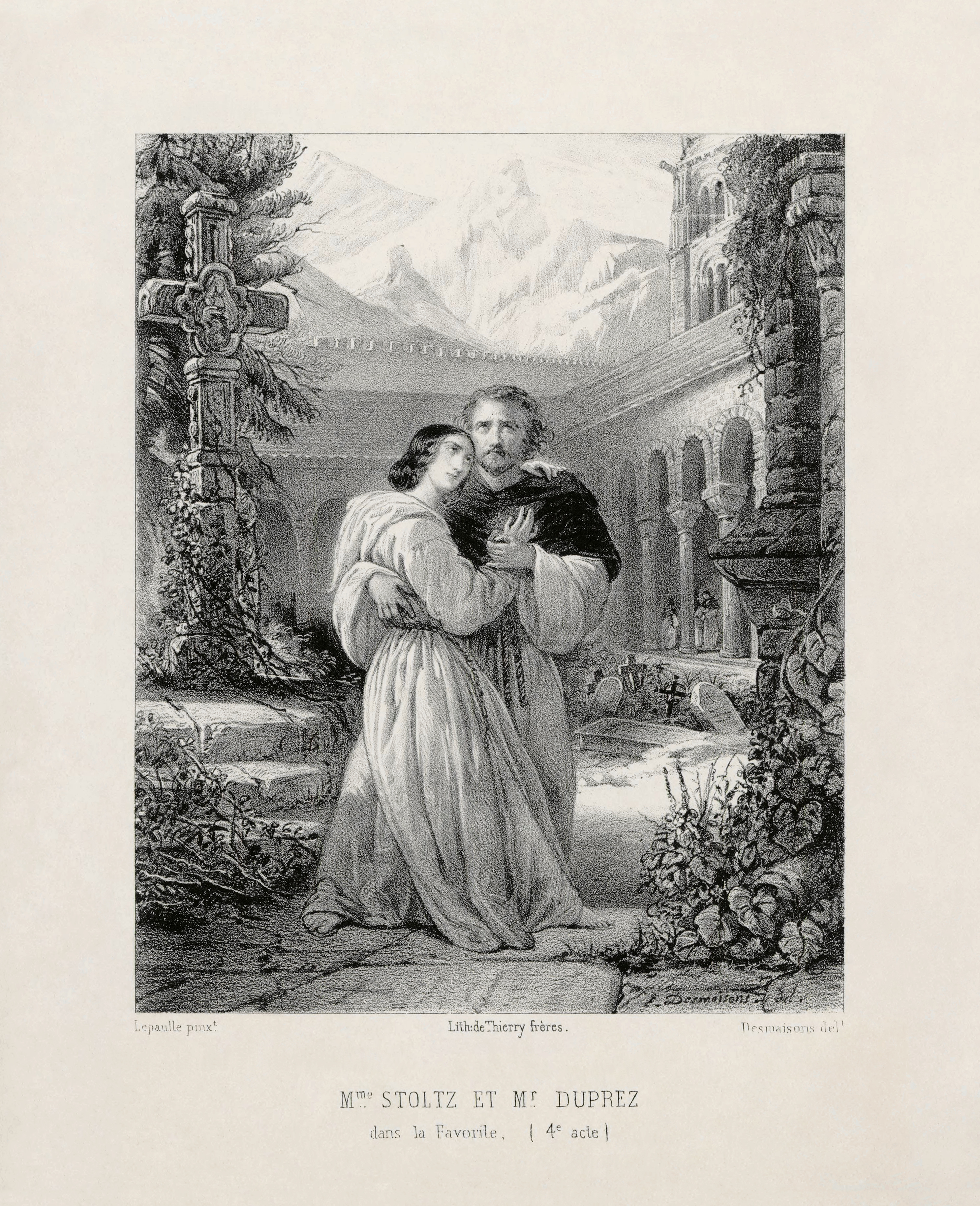
フランソワ＝ガブリエル・レポールによる1幕のイラスト

『ラ・ファヴォリート』（フランス語: La Favorite、イタリア語:  La Favorita）は、イタリアの作曲家ガエターノ・ドニゼッティが作曲した全4幕のフランス語のグランド・オペラである。『ラ・ファヴォリット』とも表記され、イタリア語版では『ラ・ファヴォリータ』と表記される。1840年12月2日に パリ・オペラ座にて初演された。フランス語のファヴォリートとは「お気に入り」「愛妾」「寵姫」などを意味する。長らくイタリア語版で上演されることが多かったが、ドニゼッティがフランス語のリブレットに作曲した『ラ・ファヴォリート』が本来の形である。

## 概要

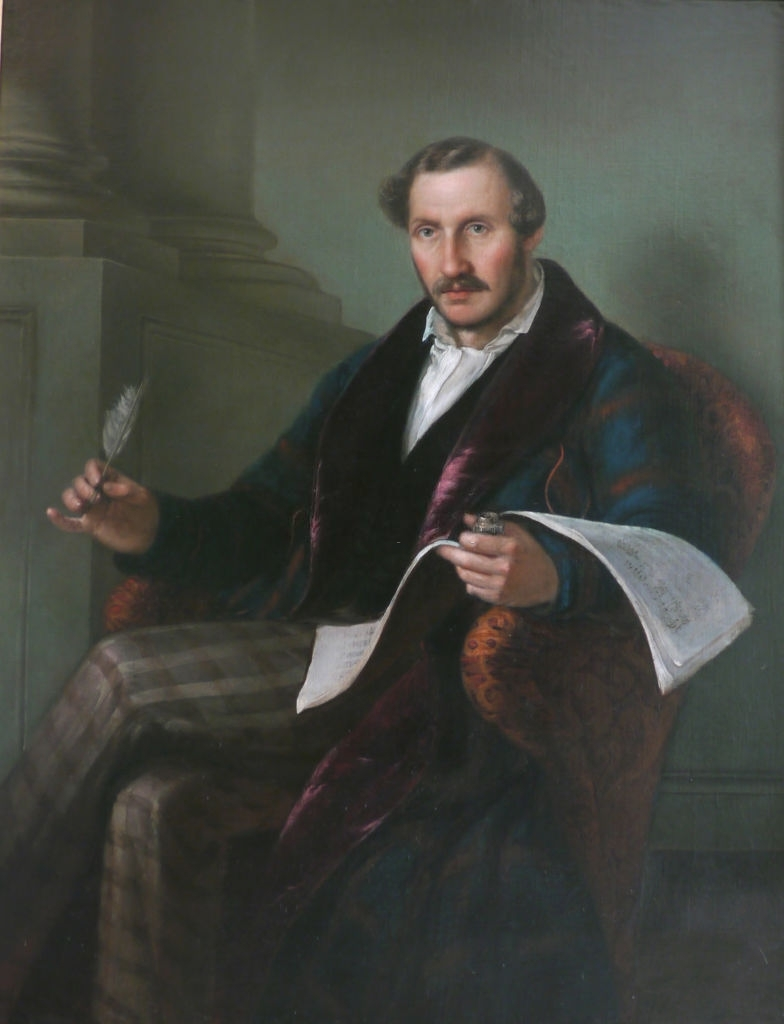
1848年のドニゼッティ

ドニゼッティはルネサンス劇場の依頼により『ニシダの天使』（1839年）を書き上げたが、ルネサンス劇場の破産によりお蔵入りとなってしまったため、オペラ座向けにその音楽の大半を転用し、さらいくつかの新しいアリアを追加し19世紀のパリで流行したグランド・オペラ『ラ・ファヴォリート』として完成させたものであり、ロッシーニの『ギヨーム・テル』（1829年）、マイアベーアの『悪魔のロベール』（1831年）や『ユグノー教徒』（1836年）、アレヴィの『ユダヤの女』（1835年）などに続くものである。4または5幕構成、異国情緒（スペインが舞台）、バレエと合唱を含むスペクタクルな要素、歴史的で情熱的な内容といった要素が求められる。本作は「フランス風大歴史オペラに近い風格を持っているが、このジャンルに求められる諸規定にかなっているわけではなく、ちぐはぐな印象を与える。声の表現力を価値あるものにいくつかの比類ないほど美しいアリアによってこの作品は人気を博してきた。しかし『ランメルモールのルチア』にみられるような彼特有の音調や色合いには乏しい」といった指摘もある。一方で「この壮大で厳粛な作品はドニゼッティが作曲したシリアスなフランス・オペラの中で最大の成功を収めた。とくに第4幕はトスカニーニらによってドニゼッティの最高傑作のひとつとみなされてきた」という評価もある。なお「本作はパリオペラ座で692回の上演を最後に1918年をもって姿を消したが、フランスの地方劇場では引き続き上演された」。1997年にレベッカ・ハリス・ワーリック（Rebecca Harris-Warrick）による批判校訂版（Critical Edition）がイタリアのリコルディ社から出版された。アメリカの音楽学者であるフィリップ・ゴセットは「本作のスコアの価値は非常に高い。特に、これがフランス語で歌われる場合にこそ真実である。20世紀におけるイタリア語による翻案はしばしばあきれた変造をドニゼッティのオペラにもたらした。イタリアの検閲に適合させるために、心無い改変が物語の構成に導入され、話が理解し難いものになってしまった。翻訳者たちは音楽に注意を払うことなく、彼らの詩句を書いたがために、ドニゼッティの美しく念入りに仕上げられたメロディとレチタティーヴォが絶え間なく歪められてしまった。『ラ・ファヴォリート』はフランス語のオペラなのであり、この新しい批判校訂版により、ようやくドニゼッティが考え出した通りに本作を上演することが可能になったのである」と説明している。

## 初演とその後

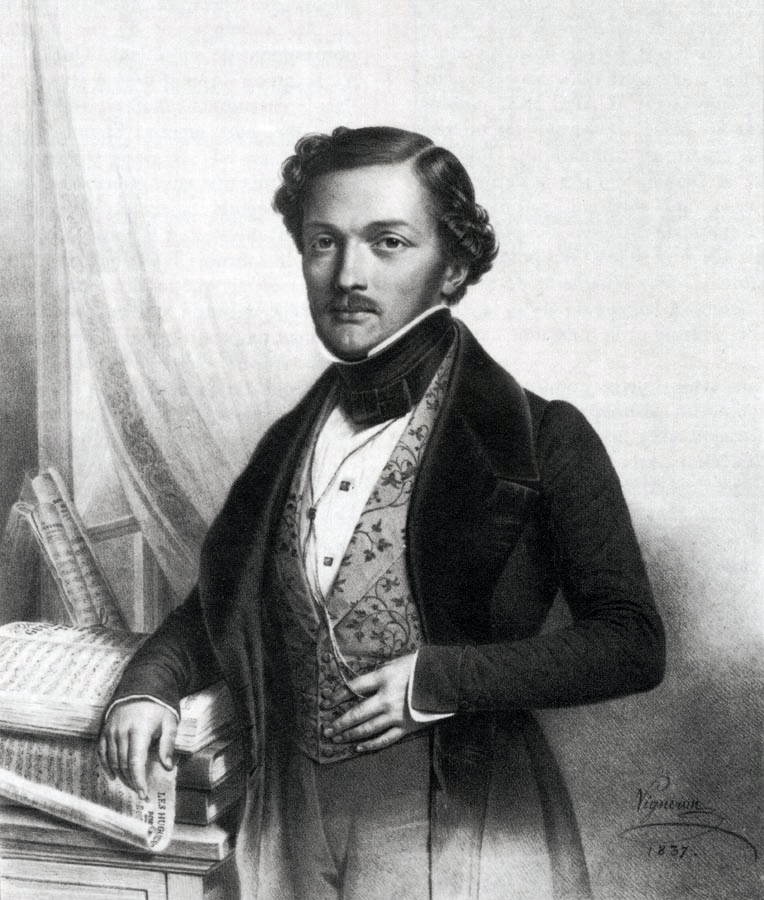
フェルナンを演じたジルベール・デュプレ

パリでの初演で本作が成功したのは「とりわけセンセーショナルで気まぐれなロジーヌ・ストルツとスターテノールのジルベール・デュプレがキャストを引っ張っていったからだと言われる」。加えて「この豪華な作品はジュール・ペローの振付、その妻カルロッタ・グリジが演じるバレエが呼び物となった。カルロッタ・グリジはこれがパリ・デビューとなり、翌年には『ジゼル』のタイトル・ロールの役作りを果たす」のであった。「フランス国外では本作はイタリア語による原形の損なわれた版によって普及した。イタリアでは1842年にパドヴァでは『レオノーラ・ディ・グスマン』という題名で初演された。スカラ座では1843年8月に別の翻訳により『エルダ』という題名で上演され、マリエッタ・アルボーニがタイトル・ロールを歌った。ドニゼッティはどちらの上演にもかかわっていない」という状況であった。英国では1843年10月18日に英訳で、ロンドンのドルリー・レーン劇場にて初演された。「しかし、その後半世紀に亘って大きな人気を博すきっかけとなったのはジュリア・グリジとジョヴァンニ・マーリオが主役を歌った1848年のイタリア語による上演である。米国初演は1843年2月9日にニューオリンズのオルレアン劇場にてラジール、アラール、ヴィクター、ブレらの配役で、ウジェーヌ・プレヴォストの指揮により上演された。

日本初演は1971年 9月13日のNHKイタリア歌劇団公演である。オリヴィエロ・デ・ファブリティースの指揮、ブルーノ・ノフリの演出、主な配役はフィオレンツァ・コッソット（レオノーラ）、アルフレード・クラウス（フェルナンド）、セスト・ブルスカンティーニ（アルフォンソ11世）、ルッジェーロ・ライモンディ（バルダッサーレ）ほかの配役で、NHK交響楽団と日本プロ合唱団連合の演奏、東京シティ・バレエ団の舞踏で東京文化会館にて上演された。

### 晩年のドニゼッティ
「晩年ドニゼッティは 健康状態の悪化に苦しみながらもイタリアとウィーンとパリを行き来し、1830年から40年代にかけてヨーロッパで最も影響力のあるイタリア人オペラ作曲家となった。彼のオペラは多様性を持ち、劇と音楽が融合した独特の魅力を持っている。しかしドニゼッティはパリで人気を得たものの正統的なフランスの作曲家としての地位を得ることはなかった。彼の作品における独創性の欠如、冗漫に流れる傾向、ありふれた様式などはイタリア人の典型的な欠点とみなされたのである」。「ドニゼッティは中期以降の悲劇では 叙情的旋律と劇的表現を巧みに融合し、喜歌劇における心情描写も優れていた。けれども生涯に約70（未完を含む）のオペラを書いた多作家だけあって作品の完成度にムラがあり、時に劇作上の創意を欠いた。1988年に開始された批判校訂版の出版と並行して、再評価が進み、楽譜の現存するオペラの大半がすでに復活を遂げている」。

## リブレット

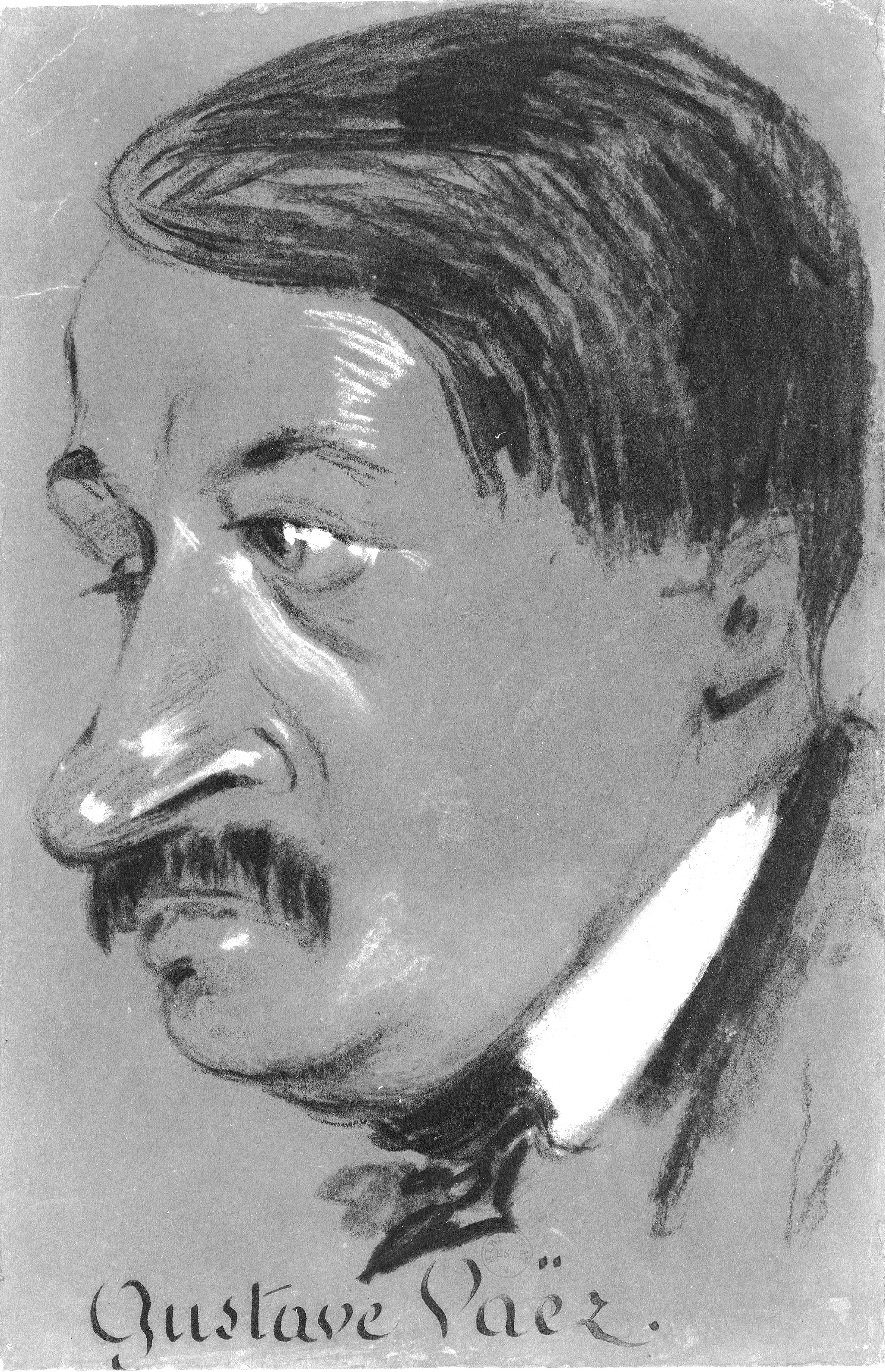
ナダールによるギュスターヴ・ヴァエズ

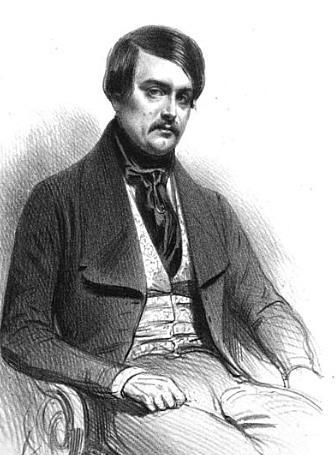
アルフォンス・ロワイエ

本作はフランスの劇作家バキュラール・ダルノーの戯曲『不幸な恋人たち、またはコマンジュ伯爵』（Les Amans malheureux, ou le Comte de Comminge、1764年）を原作としている。フランス語のリブレットはアルフォンス・ロワイエとギュスターヴ・ヴァエズによって制作され、ウジェーヌ・スクリーブによって加筆された。スクリーブはグランド・オペラの分野で活躍した台本作家だが、一貫して反教会権力を貫いた。本作でも教会権力の象徴であるバルタザールと世俗の権力の象徴であるアルフォンス11世の対立のもとで、権力に翻弄される不幸な恋人たちが描かれている。バルタザールはヴェルディの『ドン・カルロス』 の大審問官を先取りするような存在である。レオノール・デ・グスマンは実在の人物で、は実質的な王妃扱いを受けて、アルフォンス11世との間に10子をもうけた。オッフェンバックは『ラ・ペリコール』において「なんて低級な商いだろう」という合唱を本作の「なんと下劣な」（Quel marché de bassesse!）という冷笑のパロディとして利用している。

### イタリア語翻訳版
主なイタリア語翻訳版はカリスト・バッシのものとフランチェスコ・ヤンネッティ（Francesco Jannetti）によるものがある。河野典子は「本作がイタリアで上演される段になって、たとえ見習いであれ修道士が恋愛沙汰で修道院を飛び出していく設定がイタリアの検閲に引っかかり、改変を余儀なくされた。そのため、ヤンネッティ翻訳によるイタリア語版は実に奇妙な設定になっている。フランス語版で修道院長と見習い修道士という関係が修道院長が離婚されそうな王妃の父にされ、修道院長は見習い修道士の血のつながった父親ということになってしまった。元より他の作品として完成していたオペラを無理やり引っ張ってきて、当てはめたこのオペラにはあちこち設定に無理があるのだが、フランス語版とイタリア語版では物語の持つ色合いがあまりに異なる。近年ではイタリアの歌劇場でもこの作品のフランス語版に戻し『ラ・ファヴォリート』として上演するところが増えてきた」と指摘している。

## 楽器編成
- 木管楽器: ピッコロ1、フルート2 、オーボエ2、イングリッシュ・ホルン1、クラリネット2、ファゴット2
- 金管楽器: ホルン4、トランペット2、ピストン付トランペット2、トロンボーン3、アルトトロンボーン1、オフィクレイド1
- 打楽器: ティンパニ1、 バス・ドラム、テノール・ドラム、シンバル、トライアングル
- その他: 弦楽五部、ハープ、オルガン

 バンダ 
タンブリン、トランペット2

## 演奏時間
序曲6分、第1幕40分、第2幕25分（バレエが入る場合さらに20分）、第3幕35分、第4幕40分、全体で約2時間40分

## 登場人物
| 人物名（仏語） （伊語）           | 声域         | 原語（仏語） （伊語）               | 役               | 初演時のキャスト 1840年12月2日 指揮：フランソワ・アントワーヌ・アブネック |
| --------------------------------- | ------------ | ----------------------------------- | ---------------- | ------------------------------------------------------------------------- |
| レオノール レオノーラ             | メゾソプラノ | Léonor de Gusman Leonora di Gusmann | 王の愛人         | ロジーヌ・ストルツ                                                        |
| フェルナン フェルナンド           | テノール     | Fernand Fernando                    | 修道士           | ジルベール・デュプレ                                                      |
| アルフォンス11世 アルフォンソ11世 | バリトン     | Alfonse XI Alfonso XI               | 国王             | ポール・バロワレ                                                          |
| イネス イネズ                     | ソプラノ     | Ines Inez                           | レオノーラの侍女 | エリアン                                                                  |
| バルタザール バルダッサーレ       | バス         | Balthazar Baldassare                | 修道院長         | ニコラ・プロスペル・ルヴァッスール                                        |
| ドン・ガスパール ドン・ガスパーロ | テノール     | Don Gaspar Don Gasparo              | 式部官           | フランソワ・ヴァルテル                                                    |
| 領主                              | バリトン     | Un seigneur                         | 貴族             | モリニエ                                                                  |

＊その他（合唱）: 宮廷の貴婦人、乙女、給仕、衛兵、コンポステーラの聖ヨハネ騎士団の僧侶、巡礼者
＊ダンサー:（演出による）

## あらすじ
時と場所：1340年のカスティリア王国のサンティアゴ・デ・コンポステーラ

### 第1幕

#### 第1場
夜明けのサンティアゴ・デ・コンポステーラの修道院回廊

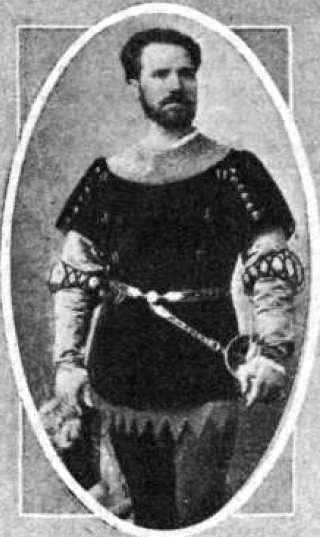
『ラ・ファヴォリート』でスカラ座デビューを果たしたフリアン・ガヤレ

ラルゲットによる低弦の弱奏で始まる荘厳さを湛えた序曲で幕が開く。修道士たちが祈りを捧げながら礼拝堂に向かっていく。その列の最後尾を歩んでいた修道院長のバルタザールは物思いにふける見習いの修道フェルナンに声をかけ悩みを話すようにと諭す。フェルナンは教会の祭壇の前で見かけた美しい貴族の女性に恋をしてしまったのだと語る。そこで〈ロマンス〉「天使のような見知らぬ女性が」（Un ange, une femme inconnue）を歌う。それを聞いたバルタザールは目をかけているフェルナンに神に帰依するようにと諭すがフェルナンは全く聞く耳を持たない。バルタザールは彼に修道院から立ち去るようを命じる。ここで2重唱「教皇の冠の前では」（sais-tu que devant la tiare）となる。

#### 第2場
アンダルシアのレオン島の海岸
イネスと娘たちが美しい風景を讃え、「輝く陽光と心地良いそよ風が」（Rayons dorés, tiède zéphyre）と合唱している。小舟が近づいてくるのが見える。イネスが「優しい微風よ、彼の思いに応えて」（Doux zéphyr, sois lui fidèle）と歌い、愛が招くこの岸辺に彼を連れてきておくれと願う。目隠しをされたまま海岸に降り立ったフェルナンはイネスや娘たちに彼の美女の身分を尋ねるが誰にも何も教えてもらえない。そこにレオノールがフェルナンと密会すべく現れ、付き人たちを下がらせる。2人は再会を喜び合う。レオノールはフェルナンに自分が王の愛人であることをとても口にできない。ここで2重唱「愛しいお方」（Mon idole!）となる。レオノールは彼の将来を考えて軍隊の隊長に任命する手紙を渡し「愛すればこそ別れて欲しい」と歌って別れを告げようとする。しかしフェルナンは、あなたと別れることなどできないと答え、2重唱「あなたを忘れることなんて」（Que moi je t'oublie!）となる。 そこにイネスが国王アルフォンスの来訪を告げる。レオノールが慌ただしく去った後、フェルナンは武勲を立てて彼女の愛を得る決心をする〈アリア〉「そうだ、あなたの声が私に思い起こさせた」（Oui, ta voix m'inspire）となる。

### 第2幕
占領したばかりのセビリアのアルカザール宮殿の庭園

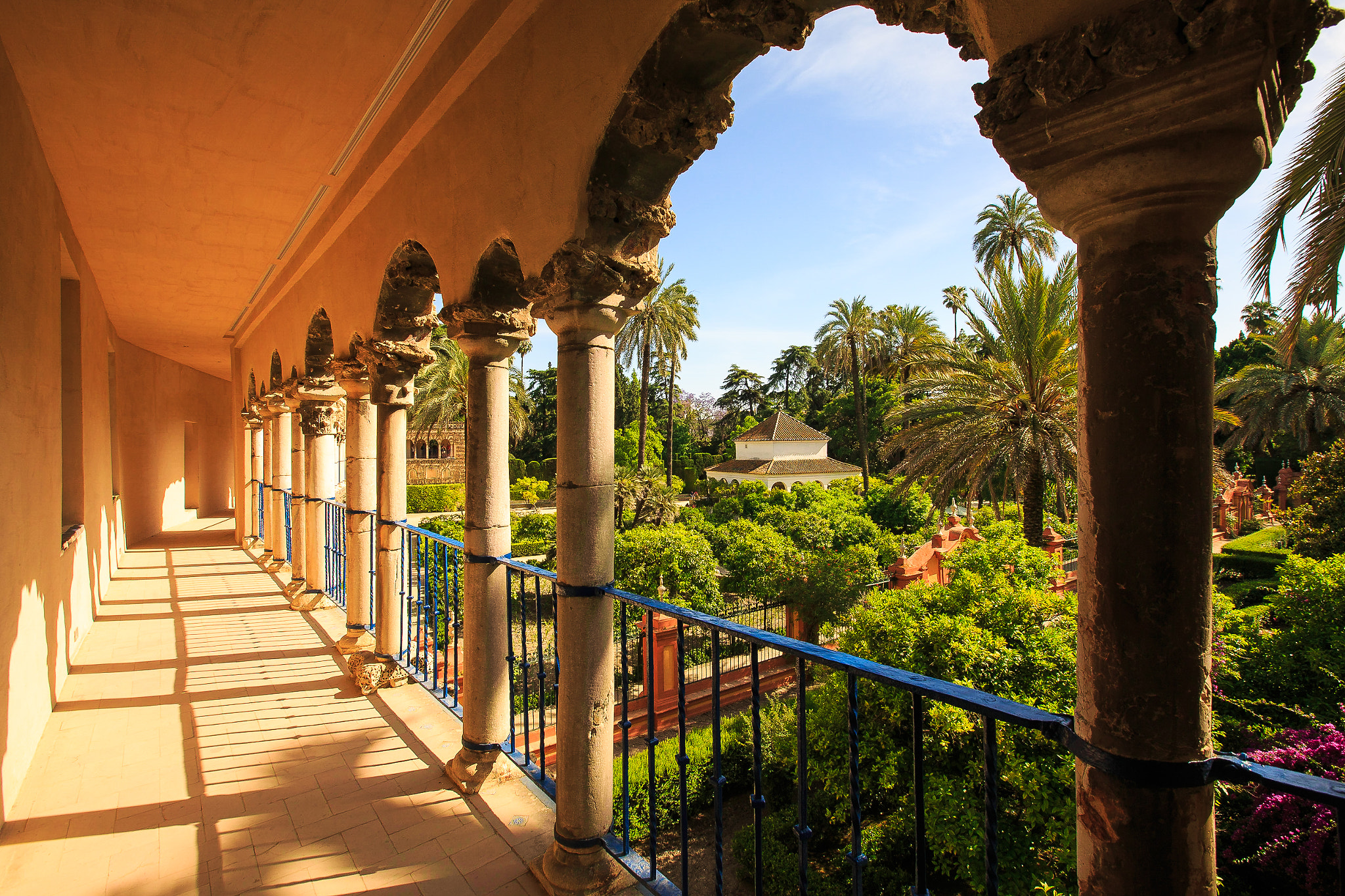
アルカザール宮殿の庭園

フェルナンは率いる部隊がイスラム教徒との戦いで勝利して、武勲を立てて国王の信頼も獲得した。華やかな戦勝の祝宴が開かれる。国王アルフォンスは手に入れた美しい宮殿を見回し満足気である。従臣ドン・ガスパールがまもなく教皇の勅使が来られると告げる。王は教会が強い権力を持つことを危惧し自分とレオノールの関係を批判する教皇の態度に不満を表し、宮廷の反対を押し切りレオノールと結婚しようとする。アルフォンスは何が起きようと自分の気持ちは変わらないとレオノールへ熱い思いを語り〈アリア〉「レオノールよ、おいで」（Léonor! Viens）を歌う。そしてレオノールがやってくる。彼女は王に対し「私は王妃として迎えられると思って、あなたのもとに来たのにあなたは私を騙して愛人にしたのです。人々が蔑む声が聞こえます。」と王を責める。ここで2重唱「私が父の城を去った時」（Quand j'ai quitte le château de mon père）となり、王がレオノールを慰めようとするが彼女は自分を宮廷から解放してほしいと固く訴えかける。さらに2重唱「この宮殿には」（Dans ce palais règnent）となり、王は愛情が快く受け入れられないことを悲しみ、レオノールは自分の心に育まれた虚しいフェルナンへの情熱を歌う。ここに宮廷の貴族や付き人たちが集まってくる。王が用意した戦勝の舞踏の場面となる。バレエが終わり、王がレオノールの手をとり祝宴へ進もうとすると、ガスパールが王にイネスから奪い取った他の男からのレオノールに宛てた手紙を渡し、レオノールは王を裏切っていると言う。王はレオノールを「相手の男はだれだ」問い詰めるが、彼女は他に愛する男性がいることは認めるもののその男の名前を明かそうとはしない。そこにバルタザールがローマ教皇の勅書を持って現れる。2重唱「何の騒ぎだ」（Quel est ce bruit）となって、王が王妃と離婚し、愛人と再婚するようなことがあれば、教会は王様を破門すると宣言する。国王の反抗的な態度にバルタザールは神の怒りを恐れるがいいと言い〈アリア〉「神の怒りを恐れよ」（Redoutez la fureur d'un Dieu）となる。そしてバルタザールはレオノールを指差し、この女は呪われている神の命令に従えないのであればお前たち二人は永遠に教会から追放されるであろうと強い口調で語る。これに王は怒り狂い、レオノールは怯えて死を願い、ガスパールや廷臣たちはバルタザールに賛同し、イネスや侍女たちはレオノールに同情し、宮廷は大混乱となって最後は壮大なアンサンブル・フィナーレとなる。

### 第3幕

#### 第1場
宮廷の大広間

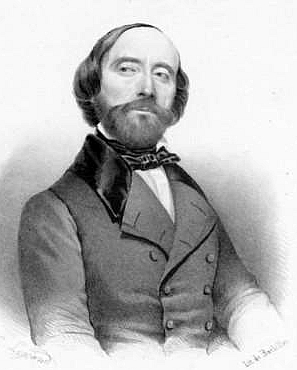
アルフォンスを演じたポール・バロワレ

のどかな旋律を奏でる木管楽器と、強奏する管弦楽が交替で響く前奏に続いて、武功を挙げて大に宮殿に招かれたフェルナンが現れる。そこに国王とガスパールがレオノールの処遇について相談しながら入ってくる。王はガスパールにレオノールとイネスを呼びに行かせる。フェルナンの姿を認めた王は彼に褒美は何が欲しいかと質問する。フェルナンは自分が恋焦がれている貴族の女性との結婚を認めてほしいと願い出る。するとそこにレオノールが現れる。フェルナンが彼女こそ意中の女性だと告げる。レオノールは耳を疑う。国王は驚きながらも、その姑息な復讐心からフェルナンとレオノールが結婚すれば、教皇から自分が破門されるという難題も解決できるであろうと自嘲し、〈アリア〉「溢れんばかりの愛に」（Pour tant d'amour）を歌う。王はレオノーラの心が離れてしまったことを悟り、本心を隠したまま二人を祝福した上で 1時間後に結婚式を挙げるようにと命令して立ち去る。一人残ったレオノールはフェルナンとの結婚を一瞬喜ぶのだが、自分の呪わしい立場を彼が知った時、〈アリア〉「愛しいフェルナン」（O mon Fernand）を歌い、自分を待っているものは死の黒いベールであろうと語る。彼女はイネスに自分が王の愛人である事実をフェルナンに伝えてくれるように頼む。しかし、そのイネスは王の指示を受けたガスパールに捕らえられてしまう。その結果、伝言はフェルナンには届かなくなってしまった。

#### 第2場
“結婚式直前の宮殿の広間“
王はフェルナンの武功に報いるために公爵の位を与える。ガスパールと宮廷の家臣たちは国王の愛人と結婚してまで爵位を得ようとした男としてフェルナンのことを「なんと下劣な」（Quel marché de bassesse!）と冷笑する。フェルナンが宮廷人たちの蔑んだ扱いに怒って剣を抜こうとした時、フェルナンとレオノールの結婚を知ったバルタザールが現れて〈アリア〉「どこへ行くのだ」（Où courez-vous?）を歌い、彼女が国王の愛人であることをフェルナンに教える。その事実を知らなかったのはフェルナンだけであり、思わぬ事実にフェルナンは屈辱に震える。レオノールは自身の伝言がフェルナンに届いていなかったことを悟る。フェルナンは爵位などいらないと言って剣を折り、国王の足下に授かった勲章を叩きつけ、「彼の高貴で誇り高き魂は」（O ciel!... De son âme, la noble fierté）となり、混乱の内にバルタザールと共に去っていく。

### 第4幕
石の十字架があるサンティアゴ・デ・コンポステーラ修道院の中庭

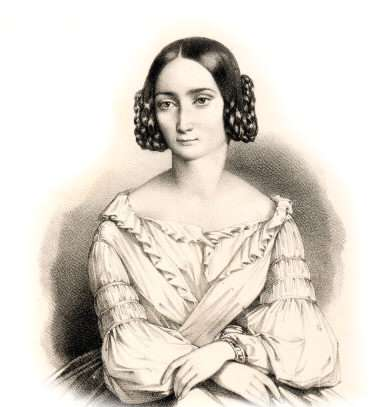
初演で主役を務めたロジーヌ・ストルツ

オルガンの響きと共に幕が上がる。バルタザールと修道士たちが夕べの祈りを捧げ「空には満天の星が輝き」（Les cieux s'emplissent d'étincelles）が合唱される。バルタザールは修道士としての請願を立てようとするフェルナンを勇気づけ、先に礼拝堂へと向かう一人残されたフェルナンは〈アリア〉「清らかな天使」（Ange si pur）を歌い、今もレオノールのことを忘れることができないと語り、フェルナンは礼拝堂に入っていく。礼拝堂の外に見習い修道士の姿をした、やつれたレオノールが現れ、中から聞こえるフェルナンの祈りを聞いている。それを聞き終えたレオノールは立ち去ろうとするが力尽きて石の十字架の前に倒れ込んでしまう。礼拝堂から出てきたフェルナンが倒れた見習い修道士を見つけて助けようとするが、それがレオノールであると知って驚く。そしてすぐにここから立ち去れという。レオノールは〈アリア〉「フェルナン、神の慈悲のように」（Fernand! imite la clémence du ciel）を歌い、必死になってフェルナンに最後の力を振り絞り、騙すつもりはなかったと許しを請う。そして死ぬ前にフェルナンに一目会いたかったと語る。そんなレオノールの態度に心打たれたフェルナンは一緒に逃げようと口走り、2重唱「さあ一緒に逃げよう」（Viens, fuyons!）となる。しかし彼女にはもうそんな力は残っておらず、安らぎを得たレオノールはフェルナンの腕に抱かれて事切れる。フェルナンの助けを求める声にバルタザールと修道士たちが礼拝堂から出てくる。バルタザールは彼女がもうこの世にいないことをフェルナンに告げる。そして修道士たちにこの亡くなった見習い修道士のために祈りを捧げようと語りかける。フェルナンが明日皆は僕のために祈ることになるだろうと言い慟哭し、悲痛な絶叫が響き渡るのだった。

## フランス語による録音・録画
| 年   | 配役 レオノール・ド・グズマン フェルナン アルフォンス11世 バルタザール イネス                                        | 指揮者 管弦楽団 合唱団 | レーベル                                                   |
| ---- | --- | --- | ---------------------------------------------------------- |
| 1999 | ヴェッセリーナ・カサロヴァ ラモン・バルガス アンソニー・マイケルズ＝ムーア カルロ・コロンバーラ アンドレ・デュヴァレ | マルチェッロ・ヴィオッティ ミュンヘン放送管弦楽団 バイエルン放送合唱団                                                          | CD: RCA ASIN: B01AMWKK64                                   |
| 2014 | ケイト・アルドリッチ シー・イージェ ルドヴィク・テジエ ジョヴァンニ・フルラネット マリー＝ベネディクト・スケ         | アントネッロ・アッレマンディ トゥールーズ・キャピトル国立管弦楽団 トゥールーズ・キャピトル劇場合唱団 演出: ヴァンサン・ブサール | DVD: OpusArte ASIN: B00TOU9GPW                             |
| 2016 | エリーナ・ガランチャ マシュー・ポレンザーニ マリウシュ・クヴィエチェン ミカ・カレス エルザ・ブノワ                   | カレル・マーク・チチョン バイエルン国立歌劇場管弦楽団 バイエルン国立歌劇場合唱団 演出：アメリー・ニーアマイア                   | CD: DG ASIN: B0719X6HCX                                    |
| 2018 | ヴェロニカ・シメオーニ チェルソ・アルベーロ マッティア・オリヴィエリ ウーゴ・グァリアルド フランチェスカ・ロンガーリ | ファビオ・ルイージ フィレンツェ五月音楽祭管弦楽団 オフィレンツェ五月祭合唱団 演出：アリエル・ガルシア＝バルデス                 | DVD: Dynamic ASIN: B07FKBFTSR CD: Dynamic ASIN: B07FCSCFW9 |

・イタリア語版は多数あり。